# Raffaele Cutolo
Raffaele Cutolo, noto anche con lo pseudonimo di ‘O Professore (Ottaviano, 4 novembre 1941 – Parma, 17 febbraio 2021), è stato un mafioso italiano, fondatore nonché capo della Nuova Camorra Organizzata, tra le figure criminali più potenti e controverse operanti nella seconda metà del XX secolo.
Sebbene abbia trascorso complessivamente oltre 50 anni in carcere, mantenne sempre stretti legami con le altre mafie, oltre che oscuri collegamenti con alcuni ambienti politici, apparati dei servizi segreti, gruppi terroristici, anche per tramite della sorella Rosetta che contribuì a mantenerne inalterata la leadership della NCO.

## Biografia

### Vita privata
Nacque il 4 novembre del 1941 a Ottaviano da Michele Cutolo (1909-1986) e Carolina Ambrosio (1908-1984). Il padre, detto 'O monaco per la sua fervente religiosità, era un contadino mezzadro e con due soci gestì una piccola azienda ortofrutticola, mentre la madre era una lavandaia. Dopo aver conseguito la licenza elementare, lavorò come garzone presso diversi artigiani locali (falegname, fabbro, barbiere, sarto), presso un'azienda vinicola di Ottaviano e, essendo convinto di avere facoltà taumaturgiche, anche come guaritore dai 18 anni. Nel frattempo si era impegnato in piccoli furti mettendosi a capo di una banda paesana specializzata in estorsioni. Con i soldi che gli prestò la sorella, comprò un'auto per fare il noleggiatore abusivo.
Ha riconosciuto due figli, Roberto (1962-1990) – nato dalla breve relazione di 8 mesi con Filomena Liguori (denunciata più volte per sfruttamento della prostituzione) – e Denise. Aveva due nipoti: Raffaele (1987), suo omonimo, e Roberta (1991), entrambi figli di Roberto Cutolo e di Assunta Setaro (1962). Il figlio Roberto, pregiudicato, è stato ucciso a Tradate, in Lombardia, da affiliati della 'ndrangheta il 19 dicembre 1990, per volontà di uno dei maggiori antagonisti di Cutolo, il boss vesuviano Mario Fabbrocino.
Nel corso della latitanza, ha avuto una relazione con Lidarsa Bent Brahim Radhia, una donna tunisina a cui dedicherà una poesia. Dalla relazione nascerà Yosra. Nel 1980 Cutolo acquistò da Maria Capece Minutolo, vedova del principe Lancellotti di Lauro, il Castello Mediceo, dove i suoi genitori avevano lavorato come guardiani, per la somma di 270 milioni di lire. Il castello sarà oggetto nel 1991 di confisca ai sensi della legge 13 settembre 1982, n. 646 e dato in proprietà al comune di Ottaviano.
Il 26 maggio 1983 sposò Immacolata Jacone, figlia di Salvatore (1934-1988), sorella di Giovanni (1959) che nel 1996 assassinò la moglie e nel 2008 la madre e di Luigi (1958-1992), anch'egli ucciso. I due si erano conosciuti nel parlatorio del carcere di Ascoli, mentre lei era impegnata a conversare con il fratello detenuto, e "frequentati" nelle pause dei processi di Cutolo. Il matrimonio venne celebrato dallo storico cappellano del carcere dell'Asinara, don Giorgio Curreli, nella chiesa di Cala d'Oliva e di quell'evento, che non mancherà di suscitare polemiche, restano 36 foto mai rese pubbliche. Fu condannato a 4 ergastoli da scontare a partire dal 1995 in regime di 41 bis. Il boss ha più volte criticato tale regime che, a suo parere, viola i diritti umani, tanto da preferire la pena di morte.. 

### L'omicidio Viscito e il carcere

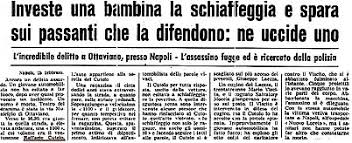
Articolo di un giornale locale che tratta dell'omicidio Viscito commesso da Raffaele Cutolo

Il 24 febbraio 1963 commette l'omicidio di un ragazzo di Ottaviano, Mario Viscito. Cutolo percorre il viale principale di Ottaviano con una Fiat 1100 della sorella Rosetta, a velocità elevata, in compagnia dell'amico Armando Visone. Accelera per attirare l'attenzione di alcune ragazze che passeggiavano lungo la strada, ma nella sua manovra rischia di investirle, urtandole; una ragazzina di soli 12 anni, che aveva appena rischiato di essere da lui investita, gli dà del cretino. Cutolo la schiaffeggia in malo modo; il fratello della ragazza e un amico intervengono per difenderla, dando così iniziò ad una rissa. Un uomo di 31 anni, padre di tre figli che passa di lì insieme a suo cognato di ritorno dal lavoro, decide di intervenire per dividere i ragazzi e mettere fine alla lite. Cutolo torna verso l'auto e, dopo aver preso una pistola, si volta e spara otto colpi, cinque dei quali colpiscono a morte Mario Viscito, che come unica colpa, aveva quella di aver pensato di fare da paciere e provare a sedare una lite. Cutolo, dopo essersi macchiato dell'atroce e vile atto si dà alla fuga ma, dopo tre giorni, rimasto senza soldi e appoggi, si costituisce consegnandosi al Pretore di Ottaviano, che ordina ai carabinieri di trasferirlo al carcere di Poggioreale. Per questo reato verrà condannato all'ergastolo, più altri 12 anni per reati minori, pena ridotta in appello a 24 anni di reclusione.
In carcere si dedica alle letture e alla poesia, guadagnandosi il soprannome di 'O professore, e sfida a duello Antonio Spavone, altro boss della camorra, durante l'ora d'aria in uno scontro con la "molletta" (termine utilizzato per indicare il coltello a scatto) ma questi non si presentò (ricevette dall'allora Presidente della Repubblica Giuseppe Saragat la grazia per l'eroismo che dimostrò durante l'Alluvione di Firenze del 1966, quando era incarcerato nel Carcere delle Murate); l'evento fece guadagnare prestigio a Cutolo, rendendolo popolare tra i detenuti che, sempre più numerosi, chiedono la sua protezione. Nel maggio del 1970, viene scarcerato per decorrenza dei termini. Riguardo a quel periodo, Pasquale Barra, dichiarò che:
(Interrogatorio di Pasquale Barra del 23 febbraio 1983)
Rimase in attesa di giudizio, ma quando la Corte suprema di cassazione confermò la condanna, si dette alla latitanza fino al 25 marzo 1971, quando venne nuovamente arrestato dopo una cruenta sparatoria e condotto nel carcere di Poggioreale.

### La detenzione e la nascita della NCO
Durante la detenzione riprende quindi in mano il suo progetto di dare vita a un'organizzazione su larga scala come la mafia siciliana e quella calabrese; i primi passi li muove proprio con le famiglie calabresi De Stefano, Piromalli e Mammoliti. Dopo aver coinvolto decine e decine di malavitosi, fonda la Nuova Camorra Organizzata (NCO) il 24 ottobre 1974, il giorno dei festeggiamenti dell'arcangelo Raffaele.
Si tratta di un'organizzazione piramidale e paramilitare, basata sul culto di una sola personalità. Questi sono i ruoli assunti dagli affiliati: il picciotto, il camorrista, lo sgarrista, il capozona e infine il santista. Al vertice c'è solo Raffaele Cutolo detto "Vangelo". Tra i primi affiliati si ricordano i detenuti Raffaele Catapano, Pasquale D'Amico, Giuseppe Puca e Michele Iafulli. A chi aderisce il boss di Ottaviano promette stipendi mensili, assistenza legale e materiale ai detenuti e alle famiglie. In cambio però pretende totale fedeltà e cieca obbedienza. Cutolo avverte la necessità di ingaggiare pure dei "cervelli", delle teste pensanti che siano in grado di elaborare delle strategie, e la scelta ricade sull'imprenditore Alfonso Rosanova e sul fidatissimo Vincenzo Casillo. Una delle prime mosse è stipulare, nelle celle di Poggioreale, un patto con la 'ndrina De Stefano per il controllo del traffico di sigarette.
L'organizzazione si ispira alla Bella Società Riformata: il suo progetto criminale è ispirato ad un'ideologia pseudo-ribellista di impronta meridionalistica, che però attinge in parte alla propaganda delle organizzazioni terroristiche. In carcere Cutolo crea le basi per una organizzazione criminale cui saranno affiliati, in primo luogo, i detenuti di cui Cutolo conosce le esigenze, i bisogni e le aspettative. Un ruolo particolare spetta a Alfonso Rosanova, mente economica della NCO, e a Rosetta Cutolo. Ma soprattutto, Cutolo conta su un esercito di giovani - la cosiddetta manovalanza cutoliana - reclutati tra le file del sottoproletariato. L'affiliazione prevede l'adesione totale alla volontà del capo. Questa è simbolicamente rappresentata da un rituale di iniziazione per il quale i nuovi adepti giurano fedeltà ripetendo un testo ispirato ai cerimoniali di stampo massonico. Il testo è stato ritrovato grazie all'arresto di Giuseppe Palillo, e proprio per questo è detto giuramento di Palillo; alcuni storiografi invece ritengono che si tratti di un rituale mutuato da quello della 'ndrangheta alla quale Cutolo si affiliò tramite i Piromalli e Paolo De Stefano, dopo aver fatto uccidere in carcere il loro rivale Mico Tripodo.
La sparatoria del marzo 1971 gli costa una nuova condanna a 14 anni ma rimane a Poggioreale sino al maggio del 1977 quando la sentenza della Corte d'Appello riconosce al boss l'infermità mentale, disponendone il ricovero in un istituto psichiatrico per un periodo non inferiore a 5 anni; viene messo in osservazione presso il monastero di Sant'Eframo Nuovo a Napoli per poi trasferirsi nell'ospedale psichiatrico giudiziario di Aversa. Tuttavia in entrambe le strutture Cutolo non viene controllato a sufficienza ed è libero di gestire a distanza gli affari della NCO e di ricevere diversi affiliati.

### La latitanza e i rapporti con la Banda della Magliana
Cutolo evade dall'ospedale psichiatrico giudiziario di Aversa il pomeriggio (dopo pranzo) della domenica del 5 febbraio 1978 in modo violento, grazie all'aiuto di Giuseppe Puca: una carica di nitroglicerina piazzata  all'esterno dell'edificio squarciò le mura di cinta  permettendo la fuga del boss. Nel corso della latitanza avvia rapporti con la malavita pugliese (in particolare delle province di Lecce e Foggia), con la 'ndrangheta, con le bande lombarde di Renato Vallanzasca e di Francis Turatello per il commercio della cocaina rifiutando, come confermato da Tommaso Buscetta, "con modi irriguardosi" l'invito delle cosche siciliane di entrare a far parte di Cosa nostra poiché così avrebbe dovuto spartire fette di affari e potere con i rivali Umberto Ammaturo,Michele Zaza e Lorenzo Nuvoletta.
Con il falso nome di Prisco Califano, Cutolo gira l'Italia, si reca ad Ottaviano dal sindaco Salvatore La Marca, il socialdemocratico più votato d'Italia che verrà poi arrestato e in seguito scagionato da ogni accusa. Qui in quegli anni chi si batte per evitare speculazioni edilizie e altri imbrogli viene punito senza pietà: tra il 1978 e il 1981 verranno uccisi Pasquale Cappuccio (consigliere comunale del PSI), Mimmo Beneventano (consigliere del PCI e duro oppositore del sindaco La Marca), Marcello Torre (sindaco democristiano di Pagani) mentre falliranno gli agguati a Raffaele La Pietra (segretario cittadino del PCI) e al pretore Antonio Morgigni.
In poco tempo, la NCO penetra tutti i settori dell'economia campana e, anche grazie alla connivenza e l'assenso dei politici locali, riesce ad usufruire dei fondi della CEE destinati ai produttori di conserve.
Appena evaso, organizza un incontro con Nicolino Selis e l’emergente Banda della Magliana allo scopo di trovare, tra i rispettivi gruppi, una strategia compatibile con gli obiettivi di entrambe le organizzazioni, nominando così “il Sardo” suo luogotenente nella piazza romana. All'incontro, che avviene in un albergo di Fiuggi dove, secondo la deposizione del pentito Maurizio Abbatino, Cutolo dispone di un intero piano per sé e per i propri guardaspalle, partecipano anche Franco Giuseppucci, Marcello Colafigli e lo stesso Maurizio Abbatino, e questo segna un momento decisivo nella storia della Banda che, tra le sue varie attività, ha modo di attivare un canale preferenziale con i camorristi per la fornitura delle sostanze stupefacenti da distribuire poi nella capitale. Cutolo come primo favore chiede di far sparire una BMW 733 sporca di sangue che verrà portata allo sfascio da Giuseppucci e Renzo Danesi e nella quale il boss aveva ucciso due persone poi gettate in mare.
A marzo i servizi segreti italiani intavolano una trattativa con Vincenzo Casillo per giungere ad un accordo con Cutolo quale intermediario per giungere ad una soluzione sulla liberazione di Aldo Moro. Il boss attiva Nicolino Selis e di conseguenza la Banda della Magliana per trovare il covo che si scoprirà essere nella zona dove abitano diversi membri del gruppo. Maurizio Abbatino e Renzo Danesi racconteranno di un incontro avvenuto lungo il Tevere tra il boss della Magliana Giuseppucci e l'onorevole Flaminio Piccoli, mandato appunto da Cutolo. Tuttavia, neanche l'intervento della Banda sarà risolutivo, dato che il presidente della Democrazia Cristiana verrà ucciso dalle Brigate Rosse.
(Rivelazioni di Maurizio Abbatino)
A luglio la Banda, con il placet di Cutolo, ucciderà Franco Nicolini detto “Franchino er Criminale”, all'epoca padrone assoluto di tutte le scommesse clandestine dell'ippodromo Tor di Valle e le cui attività illegali avevano suscitato l'interesse del gruppo di Giuseppucci, anche se il motivo primario del suo omicidio è da ricercarsi in un torto fatto subire a Nicolino Selis in carcere.
Il 10 maggio 1979 Cutolo telefona alla redazione de Il Mattino intimando ai rapitori di Gaetano Casillo di liberare immediatamente l'ostaggio: poco dopo, il rapitore sarà assassinato. Il 15 maggio Cutolo viene catturato in un casolare ad Albanella in provincia di Salerno.

### La nuova detenzione a Poggioreale e il terremoto in Irpinia
Il 23 novembre 1980 un terremoto colpisce l'Irpinia ed altre zone dell'Italia meridionale; quella notte, il carcere di Poggioreale è teatro di una resa dei conti tra detenuti (appartenenti e non alla NCO): il bilancio è di tre morti tra gli anticutoliani, più otto feriti. Un episodio simile avverrà il 14 febbraio 1981, quando i cutoliani, approfittando di un'altra scossa, nel fuggi fuggi seviziano e uccidono un detenuto schiacciandogli la testa, mentre altri due vengono ammazzati a coltellate.
Le due carneficine avvenute rappresentano l'apice del dominio raggiunto dal boss dentro le mura di Poggioreale ma non tutti sono proni ai suoi ordini: il vicedirettore Giuseppe Salvia nega in più di un'occasione alcune concessioni (come quella di poter fare da testimone di nozze al suo luogotenente Carlo Biino) e, regolamento alla mano, fa perquisire più volte al giorno la cella di Cutolo come se fosse un detenuto qualunque. Il fondatore della NCO non tollera lo zelo del funzionario e un giorno, al termine di uno screzio, tira uno schiaffo a Salvia che decide di denunciarlo. Il vicedirettore verrà poi ucciso a colpi di arma da fuoco il 14 aprile 1981 sulla tangenziale. Raffaele e sua sorella Rosetta Cutolo vengono accusati di essere i mandanti mentre il figlio Roberto e altri quattro camorristi sono indicati come gli esecutori dell'agguato. Nel dicembre del 1988 in via definitiva la prima sezione penale della Cassazione, presieduta da Corrado Carnevale, confermerà il carcere a vita per Cutolo scagionando tutti gli altri imputati.
La criminalità organizzata si insinua per intercettare il denaro stanziato per la ricostruzione (stimato in 50.000 miliardi di lire) anche grazie alla grande discrezionalità conferita alle amministrazioni locali nella gestione degli aiuti. Nel dicembre dello stesso anno, Cutolo commissiona l'assassinio di Marcello Torre, sindaco di Pagani, per aver bloccato l'assegnazione di un appalto per la rimozione delle macerie ad un'impresa collegata alla NCO.
Nel corso degli anni, Cutolo acquisisce grande popolarità ed importanza, presentando la sua nuova organizzazione come mossa da scopi di riscatto e della difesa dei più deboli. In tal senso, è utile ricordare una dichiarazione di Cutolo riportata da Isaia Sales:
La stessa ideologia traspare in una intervista rilasciata a Enzo Biagi nel 1986. Durante questo periodo Cutolo riceve alcune personalità politiche, come Francesco Mirtiello, ed ottiene il trasferimento nel carcere di Marino del Tronto, diretto all'epoca da Cosimo Giordano, dove può gestire la sua organizzazione in tranquillità, in una camera elegantemente arredata e con alle sue dipendenze Giovanni Pandico e Giuseppe Palillo.

### La guerra tra NCO eNuova Famiglia
La graduale crescita del potere della NCO non può che disturbare le famiglie della vecchia camorra campana, come gli Zaza (affiliati alla mafia siciliana) e i Giuliano di Forcella che si riuniscono in un'associazione provvisoria detta Onorata Fratellanza. In principio Michele Zaza, Luigi Giuliano, Antonio Bardellino e Luigi Vollaro sottoscrivono con Cutolo un patto nella convinzione di poter scongiurare qualsiasi divergenza: il boss di Ottaviano potrà fare ciò che vuole in provincia di Napoli mentre nel capoluogo dovranno comandare loro. Dopo poco però Cutolo torna a chiedere tangenti sugli incassi delle bische clandestine e una percentuale su ogni cassa di sigarette spingendo gli altri gruppi ad allearsi contro di lui e a chiedere la mediazione di Alfonso Rosanova. In questo momento, a San Cipriano d'Aversa nasce la Nuova Famiglia o NF rappresentata da Lorenzo Nuvoletta, Carmine Alfieri (che si era rifiutato di aderire alla NCO), Michele Zaza, Umberto Ammaturo ed infine Antonio Bardellino, ritenuto fondatore dell'omonima organizzazione e del clan dei Casalesi. La lotta tra le fazioni fu alquanto sanguinosa: le vittime furono 85 nel 1979, 148 nel 1980, 295 nel 1981, 264 nel 1982, 290 nel 1983. Tra gli episodi, si ricorda il 30 maggio 1981 l'esplosione di un ordigno nei pressi della villa di Raffaele Cutolo, per ordine di Antonio Bardellino e Umberto Ammaturo.
Nell'estate del 1981, presso la masseria dei Nuvoletta di Poggio Vallesana - presente, per Cosa Nostra siciliana, anche il capo dei Corleonesi Totò Riina - i boss si riuniscono per porre fine alla mattanza, una tregua che Cutolo non sembra volere accettare. Infatti, dopo poco tempo i cutoliani uccidono Salvatore Alfieri, fratello di Carmine, e la guerra riprende, a tutti i livelli ed in tutti gli ambienti. A tal fine, le carceri sono suddivise in due sezioni separate, una per i cutoliani (in numero maggiore) e l'altra per gli affiliati alla Nuova Famiglia, ritenuti militarmente meglio organizzati; ma tuttavia alcuni sostengono che il fattore decisivo per la caduta di Cutolo sia in realtà stata la graduale perdita di appoggio politico.

### Il trasferimento ad Ascoli, il ruolo nel sequestro Cirillo e i rapporti con le istituzioni
All'inizio del 1981 Cutolo ottiene il trasferimento nel carcere di Marino del Tronto ad Ascoli Piceno dove gode di un trattamento di favore e di ampia possibilità di movimento.
Il 27 aprile di quell'anno l'assessore democristiano Ciro Cirillo – responsabile amministrativo della ricostruzione postsismica – viene rapito a Torre del Greco dalla "colonna napoletana" delle Brigate Rosse, nell'occasione diretta da Giovanni Senzani. La figura di Cutolo viene evocata durante una riunione del Comitato per l'ordine e la sicurezza pubblica quando il sottosegretario Angelo Sanza evidenzia che nell'area in cui è avvenuto il sequestro c'è una forte presenza della criminalità organizzata e "questo contesto potrebbe favorire le indagini"; nel verbale della riunione si legge anche che: "L'on. ministro [ Vincenzo Scotti ] condivide l'opinione dell'on. Sanza: la camorra potrebbe avere interesse ad agevolare la liberazione dell'assessore Cirillo. I rapporti tra delinquenza organizzata e terrorismo a volte si intrecciano, a volte divaricano. Debbono quindi essere attivati tutti i possibili canali" In quel periodo, il boss incontra alcuni esponenti della DC e rappresentanti dei servizi segreti italiani che chiedono la sua collaborazione; in particolare, le richieste sarebbero pervenute da Giuliano Granata (all'epoca sindaco di Giugliano in Campania), Silvio Gava, Francesco Pazienza, Flaminio Piccoli, Francesco Patriarca, Vincenzo Scotti ed Antonio Gava. Testimoni degli incontri ad Ascoli Piceno, il direttore e il cappellano del carcere, il luogotenente di Cutolo Vincenzo Casillo e Alfonso Rosanova.
Attraverso le informazioni dei brigatisti Luigi Bosso e Sante Notarnicola, Cutolo riesce a conoscere i nomi dei carcerieri di Cirillo: Pasquale Aprea e Rosaria Perna, guidati da Senzani. Cutolo riesce a stabilire una cifra per la liberazione dell'assessore napoletano che avviene il 24 luglio. Tutto si risolve in un reciproco scambio di favori tra uomini della DC, servizi segreti, NCO e Brigate Rosse. Tra i favori delle BR a Cutolo, è possibile annoverare l'omicidio del vicequestore Antonio Ammaturo, avvenuto il 15 luglio 1982. In seguito il fondatore della NCO avanzerà alcune richieste che non saranno mai accolte, come la seminfermità mentale e alcuni trattamenti di favore per sé e per gli affiliati dell'organizzazione.
Da subito l'Unità e il settimanale Oggi insinuano che Cirillo sia stato salvato da Cutolo ma il segretario della DC Piccoli corre subito ai ripari smentendo categoricamente. La vicenda della trattativa sarà resa nota il 16 marzo 1982 quando su l'Unità appare una notizia sconvolgente firmata da Marina Maresca: "La DC trattò con le Br. Due esponenti da Cutolo per il riscatto Cirillo". Seguiranno altri servizi che riportano i nomi delle personalità in "visita" al carcere di Ascoli Piceno ovvero il sottosegretario alla Marina mercantile Francesco Patriarca e il ministro per i Beni culturali Vincenzo Scotti. La notizia si basa su un documento (un foglio intestato Mininter), consegnatole da un irpino legato ai servizi segreti, che si rivelerà falso e così il capogruppo del PCI alla Camera Giorgio Napolitano è costretto a chiedere scusa pubblicamente a Scotti, Patriarca e alla DC. Tuttavia i contenuti troveranno riscontro grazie al lavoro del giudice istruttore Carlo Alemi che il 28 luglio 1988 deposita una sentenza-ordinanza di 1.531 pagine in cui viene documentato come alcuni esponenti della DC abbiano avviato una trattativa con Cutolo. Per tutta risposta, il presidente del Consiglio allora in carica, De Mita, afferma che Alemi si era posto "al di fuori del circuito istituzionale"; nel settembre 1988 il ministro della Giustizia, Vassalli, apre un'indagine disciplinare, poiché il giudice istruttore aveva indicato nel suo provvedimento i nomi degli onorevoli Flaminio Piccoli, Antonio Gava, Vincenzo Scotti e Francesco Patriarca come partecipi delle trattative. Alcuni giorni dopo il deposito della sentenza-ordinanza, inoltre, senza che fosse conosciuto alcun atto processuale, esce un articolo che attribuisce ad Alemi la responsabilità di aver commesso "diffamazione a mezzo giudice", dando conto di "un orrendo insieme di sospetti e di insinuazioni". Nel 1990 il CSM assolve Alemi, riconoscendo la correttezza del suo operato; dopo 12 anni dal sequestro, la sentenza di appello consacrerà le conclusioni a cui era giunto il magistrato. In ragione dell'attività investigativa svolta da Alemi, le sue conversazioni erano state intercettate dal SISMI; per l'occasione, era stato richiamato il generale Giuseppe Santovito, a capo dei servizi, il quale era stato allontanato nel 1981 per lo scandalo P2.
Nel 1989, nel processo di primo grado scaturito dalle indagini di Alemi, il Tribunale di Napoli condannerà Cutolo a 2 anni e 10 mesi di carcere per falso e tentata estorsione perché usò il falso documento pubblicato su l'Unità per estorcere favori allo Stato; l'ex direttore del carcere di Ascoli Piceno, Cosimo Giordano, viene invece condannato a 10 mesi mentre 8 mesi vengono inflitti a tre guardie carcerarie; tutti gli altri imputati (compresi Luigi Rotondi e la giornalista Marina Maresca) vengono assolti o prescritti. Nel 1993 il processo d'appello capovolge la sentenza di primo grado, assolvendo Cutolo e gli altri condannati, riconoscendo però l'esistenza della trattativa e le deviazioni dei servizi segreti nella vicenda.
Come ricostruirà quindi la sentenza della Corte di Appello presieduta dal giudice Valanzuolo, Cutolo è stato davvero chiamato in causa per intervenire sulle BR; al boss sono state fatte molte promesse ma chi doveva mantenerle si è spaventato e ha fatto marcia indietro. Sentitosi tradito da chi aveva stretto accordi con lui, il capo della NCO ha voluto mandare un messaggio ai suoi interlocutori attraverso la diffusione del finto documento pubblicato su l'Unità. L'allora procuratore aggiunto Franco Roberti spiegherà qualche anno dopo in una trasmissione di Carlo Lucarelli che "in cambio della liberazione di Cirillo furono promesse alle BR armi e denaro. A Cutolo, invece, fu promesso il trasferimento carcerario di numerosi camorristi, un trattamento carcerario degli stessi più favorevole, perizie psichiatriche favorevoli, tangenti sugli appalti della ricostruzione".
Nel febbraio del 2006 in un'intervista a La Repubblica spiegherà il ruolo che ha avuto nella vicenda Cirillo: "Mentre era in corso il sequestro vennero da me, in carcere ad Ascoli Piceno, un sacco di persone: politici, agenti dei servizi segreti, mediatori. Un influente politico della DC mi disse che dovevo intervenire con ogni mezzo per salvare la vita dell'assessore. Che in cambio avrei ottenuto il controllo di tutti gli appalti della Campania. Cirillo fu liberato ... I soldi in carcere li usavo per comprare da mangiare e da vestire ai detenuti. Anche ad Alì Agca, l'attentatore del Papa, Ma il caso Cirillo, chissà perché segnò definitivamente il mio destino per ringraziamento mi hanno mandato "in ritiro spirituale"".

### L'esilio all'Asinara e la fine della NCO
Le notizie circolate sulla blanda detenzione ad Ascoli impongono allo Stato di intervenire. Il 25 febbraio 1982 il ministro dell'Interno Virginio Rognoni invia una lettera al ministro di Grazia e Giustizia Clelio Darida suggerendo il trasferimento del boss nel carcere dell'Asinara. Darida non prende alcuna iniziativa bloccando per "inopportunità" il trasferimento di Cutolo in Sardegna il 18 marzo. Nonostante l'intervento del Presidente della Repubblica Sandro Pertini, la procedura va avanti a rilento, frenata anche da Cutolo il quale teme che durante il trasferimento i servizi segreti possano ucciderlo. Solo il 19 aprile Cutolo approda all'Asinara con il sindaco di Porto Torres che, allarmato dal suo arrivo, chiede invano al Governatore Rais di intervenire per far sgomberare il carcere così come prevede una delibera della giunta regionale. 
Il penitenziario di massima sicurezza viene riaperto esclusivamente per lui trascorrendovi un paio di anni come unico carcerato, determinando un duro colpo all'influenza del boss. Qui sarà completamente isolato; gli affiliati cominciano a dissociarsi o a pentirsi: in particolare le rivelazioni di Giovanni Pandico e Pasquale Barra (cui si aggiungono quelle di tanti altri pentiti) consentono il maxi-blitz del 17 giugno 1983 (definito dalla stampa "il venerdì nero della camorra") che prevede più di 856 mandati di cattura per i cutoliani, eseguiti in tutta Italia; fra gli altri destinatari più o meno noti degli ordini di cattura, dal presidente dell'Avellino calcio Antonio Sibilia, ai terroristi di opposte fazioni Pierluigi Concutelli e Sante Notarnicola, dal bandito settentrionale Renato Vallanzasca a politici meridionali come Giuseppe D'Antuono e Salvatore La Marca, sino al cantante Franco Califano e al conduttore televisivo Enzo Tortora, tutti accusati di essere affiliati o fiancheggiatori della NCO di Cutolo. Degli 856 ordini di arresto, 337 colpiscono soggetti già detenuti e l'operazione occupa in tutto circa 10 000 fra carabinieri e agenti di polizia, parte dei quali impiegati nell'occupazione pressoché militare del paese di Ottaviano, centro degli interessi di Cutolo; la stessa giovane moglie di Cutolo, Immacolata Jacone, sposata qualche settimana prima nel carcere dell'Asinara, sfugge al blitz e rimane latitante.
Il Procuratore Capo di Napoli, Francesco Cedrangolo, insieme agli investigatori, comunica che le indagini avevano richiesto la redazione di un rapporto di 3 800 pagine, e immediatamente iniziano ad affiorare numerose indiscrezioni circa il contenuto delle rivelazioni del Barra e del Pandico, anche a proposito del caso del sequestro di Ciro Cirillo, e viene subito diffusa la notizia che il Barra aveva accusato Enzo Tortora di spacciare droga nel mondo dello spettacolo per conto di Cutolo. Cedrangolo, alla domanda diretta sulla certezza che Barra abbia detto la verità e che le sue accuse abbiano tutte fondamento, risponde: "Non abbiamo l'abitudine di emettere ordini di cattura senza motivo" e "Tutte le affermazioni raccolte sono state sottoposte in questi mesi a controlli accurati". Tuttavia, nel maxiprocesso contro la NCO scaturito dal blitz del 1983, Tortora e Califano verranno assolti insieme a tanti altri imputati perché le dichiarazioni dei pentiti si riveleranno infondate.
Grazie alle testimonianze dei membri della NCO, vengono inoltre scoperti i mandanti di alcuni omicidi eccellenti come quello eseguito ai danni del vicedirettore del carcere di Poggioreale Giuseppe Salvia.
Nel frattempo, con Cutolo "esiliato" all'Asinara, la Nuova Famiglia guidata da Carmine Alfieri e Pasquale Galasso decide di intensificare lo scontro e di indebolirlo ulteriormente eliminando in un ospedale di Salerno il 16 aprile 1982 il suo fedelissimo Alfonso Rosanova, l'anello di congiunzione della NCO con gli ambienti politico-istituzionali. Ad agosto invece la Cassazione conferma la sentenza della Corte di Appello che lo aveva assolto dall'accusa di evasione dal manicomio di Aversa giudicandolo seminfermo di mente; secondo una perizia era totalmente incapace di intendere e di volere per "uno sviluppo paranoicale in personalità fanatica". I primi segni di insofferenza all'Asinara si registrano a settembre quando i suoi legali protestano perché ci sarebbe incompatibilità tra la carcerazione e le condizioni di salute: Cutolo soffrirebbe di una epilessia psicomotoria destinata ad aggravarsi. I difensori annunciano che se l'istanza di scarcerazione dovesse essere respinta, ricorreranno al tribunale dei diritti dell'uomo dell'Aja. Nel frattempo lo scontro con la Nuova Famiglia è cruento e il 1982 si chiude con un bilancio complessivo di 264 morti tra Napoli e provincia.

### Il ruolo negli omicidi Cuomo e Casillo
Vincenzo Casillo  e Mario Cuomo sono vittime di un attentato a Roma il 29 gennaio 1983 grazie a una bomba nascosta in un'automobile. Casillo muore sul colpo, Mario Cuomo invece sopravvive ma rimane mutilato degli arti inferiori. Anni dopo Carmine Alfieri confesserà di essere stato lui a dare l'ordine di ammazzare il numero due della cosca rivale. Il 2 febbraio 1984 la donna di Casillo, Giovanna Matarazzo, verrà ritrovata in un blocco di cemento, uccisa probabilmente a causa delle sue dichiarazioni al magistrato Carlo Alemi rispetto al collegamento tra la morte di Casillo e l'omicidio di Roberto Calvi, perpetrato - secondo la donna e secondo i pentiti - dallo stesso Casillo. A creare confusione circa le dinamiche dell'attentato, saranno i collaboratori di giustizia della NCO: Giovanni Pandico, Pasquale Barra (entrambi rivelatisi poi calunniatori di Enzo Tortora), Mauro Marra, Pasquale D'Amico e Claudio Sicilia (quest'ultimo membro della Banda della Magliana), nonché alcuni fedelissimi del boss di Ottaviano. Difatti, in assenza di Raffaele Cutolo, oramai detenuto in regime di isolamento all'Asinara, Casillo era divenuto il nuovo capo della NCO. L'organizzazione criminale, privata del suo capo primordiale, decimata dagli arresti e colpita dalle accuse dei collaboratori di giustizia, vive le sue fasi terminali; Casillo si sarebbe dunque adoperato per ricostituirne l'influenza ed il potere prima di essere vittima dell'attentato. A tal proposito, si registrano le dichiarazioni di alcuni collaboratori di giustizia:
- Secondo Giovanni Pandico e Pasquale Barra, due personaggi ricchi di risentimento verso Cutolo (pur essendo ancora affiliati alla NCO), la morte di Casillo fu decisa dallo stesso Cutolo e messa in atto da un suo fedelissimo, Giuseppe Puca, boss di Sant'Antimo. Il movente andrebbe rintracciato nel presunto tradimento di Vincenzo Casillo, reo di aver stretto legami col clan Nuvoletta, legato a Cosa Nostra e storico nemico della NCO.
- Secondo Mauro Marra, gli stessi vertici dell'organizzazione ignoravano chi fossero i responsabili della morte di Casillo. Ragion per cui il direttivo della NCO fece circolare la voce secondo cui si fosse trattato di un incidente, di cui né Cutolo né i suoi nemici erano responsabili. Cuomo e Casillo non sarebbero rimasti vittime di una autobomba piazzata da qualcuno ma di una bomba che essi stessi trasportavano in auto, e che avrebbero dovuto utilizzare nei giorni successivi per commettere una ritorsione. Ma la bomba sarebbe esplosa accidentalmente. Tale strategia criminale servì ad evitare che i restanti cutoliani venissero colti da una doppia spirale di terrore, se difatti avessero ritenuto Cutolo il vero responsabile della morte di Enzo Casillo, che definiva il suo "amico più caro", gli affiliati avrebbero perso ogni sorta di stima e fiducia verso il loro boss; se viceversa avessero creduto che Casillo fosse morto per mano dei nemici di Cutolo, quelli della Nuova Famiglia, i restanti affiliati alla NCO avrebbero nutrito forte scoraggio nel sentirsi tanto vulnerabili, essendo i clan rivali riusciti nell'impresa di eliminare il boss Vincenzo Casillo, infliggendo così uno smacco finale a ciò che restava della NCO.
- Secondo Claudio Sicilia, ex boss della Banda della Magliana, il Casillo sarebbe stato assassinato per volontà di Cutolo da Corrado Iacolare. In sintesi Casillo e Cuomo si sarebbero recati a Salerno per ritirare alcune bombe con cui commettere delle ritorsioni sugli imprenditori restii a pagare le tangenti alla NCO. In quell'occasione Iacolare avrebbe imbottito di esplosivo l'auto del Casillo per poi farlo saltare in aria a Roma. Anche secondo Claudio Sicilia l'omicidio sarebbe avvenuto con la collaborazione di Giuseppe Puca. Il Sicilia racconta inoltre che alcuni affiliati alla NCO erano preoccupati per un'agendina che Enzo Casillo aveva sempre con sé, e l'unico uomo in grado di svelare ogni dettaglio sulla vita di Casillo era il suo braccio destro, Mario Cuomo, il sopravvissuto, colui che a bordo della stessa auto di Casillo era scampato alla morte pur mutilato delle gambe. Ma Mario Cuomo non sarebbe stato facilmente raggiungibile poiché ricoverato all'ospedale Gemelli di Roma e continuamente piantonato dalla polizia. Così i cutoliani avrebbero chiesto allo stesso Claudio Sicilia, personaggio ben addentrato nel contesto della mala romana, di infiltrare un uomo del personale ospedaliero nella stanza di Mario Cuomo. Claudio Sicilia avrebbe eseguito l'ordine, ma la persona da lui incaricata non sarebbe stata in grado di arrivare al Cuomo poiché questi versava ancora in stato di incoscienza ed era in effetti piantonato strettamente.
- Secondo Pasquale D'Amico la tesi dell'incidente sarebbe vera. La bomba a bordo dell'auto sarebbe esplosa accidentalmente, mentre veniva trasportata dagli stessi Cuomo e Casillo e destinata a Liguori,[non chiaro] il suocero di Michele Zaza. Va pur detto che Pasquale D'amico potrebbe essere uno dei tanti ex affiliati alla NCO che, come raccontato dal pentito Mauro Marra, avrebbero appreso la falsa tesi dell'incidente, ossia la versione di comodo inventata dai vertici NCO per tranquillizzare gli affiliati.
- Secondo quanto raccontato invece da Antonio Mancini, altro pentito della Banda della Magliana, alcuni affiliati alla Nuova Famiglia avevano brindato davanti a lui in carcere per la “saltata” di Casillo, ma lui rimase “convinto, per com’era controllato il territorio romano dalla Banda, che non avrebbero potuto prescindere, per fare l’attentato, dal gruppo di Salvatore Nicitra, operante a Primavalle alle dirette dipendenze di Enrico De Pedis“.[64]

Raffaele Cutolo, accusato quale mandante dell'omicidio dai pentiti Barra e Pandico, si proclamerà innocente davanti alla corte, dichiarando di aver appreso da voci confidenziali che si era trattato di un incidente, insinuando il dubbio che la morte di Casillo fosse opera dei servizi segreti italiani. La bomba era infatti esplosa nelle vicinanze di una sede dei servizi segreti, e Casillo era munito di una tessera dei servizi con cui, benché latitante, entrava ed usciva dalle carceri italiane per comunicare con gli altri affiliati. Circostanza di cui è testimone lo stesso Cutolo durante le accertate trattative tra Stato e camorra per la liberazione dell'assessore Ciro Cirillo, nei giorni in cui il suo amico Enzo Casillo lo raggiungeva in carcere accompagnato dagli uomini dei servizi segreti italiani:
«Signor Presidente desidero dire che io sono in carcere da 26 anni, ultimamente ho preso qualche 10 ergastoli, quindi la mia vita deve finire in carcere, ma non desidero pagare per la morte dell'amico mio più caro... Comunque, vi ripeto, tutti mi hanno detto che è stato un incidente, se poi è un omicidio dovreste domandare ad un certo apparato dello Stato, che gli ha rilasciato la tessera dei servizi segreti, e benché latitante entrava in tutte le carceri italiane. Però tutti mi hanno detto che è stato un incidente».
(Raffaele Cutolo al processo per l'omicidio di Vincenzo Casillo del 19/12/1988).
In sintesi, secondo la Magistratura, la tesi dell'attentato maturato in seno alla stessa NCO per volontà di Cutolo non è credibile, così come la tesi dell'incidente, avvalorata dallo stesso Cutolo semplicemente perché, non essendo il boss di Ottaviano un collaboratore di giustizia, si era sempre ben guardato dal produrre dichiarazioni che avrebbero potuto incriminare qualcuno, amico o nemico che fosse. È difatti noto che le poche notizie sensibili rivelate da Cutolo hanno sempre riguardato persone defunte contro cui la magistratura nulla avrebbe potuto e che nessun altro avrebbero coinvolto:
«Lo so, è paradossale che io possa parlare solo dei morti e quindi qualcuno potrebbe anche accusarmi di mentire visto che dall'altra parte nessuno può replicare».
(Raffaele Cutolo al processo per l'omicidio di Mino Pecorelli del 09/10/1998).
La verità giungerà anni dopo, nei giorni del pentimento dei boss Pasquale Galasso e Carmine Alfieri, i capi indiscussi della cosiddetta Nuova Famiglia, i famigerati nemici di Cutolo. Entrambi riportano la medesima versione degli eventi ed entrambi sono ritenuti attendibili poiché si autoaccusano dell'omicidio. Galasso ed Alfieri confermano che l'omicidio Casillo ha posto la parola fine alla NCO di Raffaele Cutolo, benché in principio tale omicidio è stato partorito dalla loro stessa collera, essendo entrambi assetati di vendetta per l'assassinio dei rispettivi fratelli, commissionato mesi prima da Cutolo per punire il rifiuto di Galasso ed Alfieri di associarsi alla NCO.
È Galasso a gestire l'intera faccenda. Alfieri ha in parte già colmato la sua sete di vendetta mesi prima, quando i suoi uomini uccidono uno degli esecutori materiali dell'omicidio di suo fratello. Galasso invece è ossessionato dal desiderio di vendicare il fratello morto appena poche settimane prima e, non potendo colpire direttamente Cutolo, decide di uccidere Casillo, l'uomo più importante rimasto a capo dei cutoliani, nonché ritenuto l'esecutore materiale dell'omicidio di suo fratello Nino. I due pentiti raccontano di aver corrotto un uomo di punta della NCO, tale Giuseppe Cillari, che diventa il loro infiltrato all'interno dell'organizzazione rivale. Casillo, in quel periodo, vive a Roma dove gode della protezione dei politici, dei malavitosi e dei servizi segreti. Cillari è colto da ripensamento quando sa che Enzo Casillo è stato l'esecutore materiale dell'omicidio di Roberto Calvi, su commissione della mafia, attraverso il clan Nuvoletta, con cui lo stesso Casillo stava tessendo una nuova alleanza. A detta di Galasso, Pinuccio Cillari aveva acconsentito a tradire i suoi compari poiché riteneva che oramai la NCO fosse destinata a scomparire, ma quando si accorge che Casillo stava riguadagnando terreno e che aveva addirittura la mafia alle spalle, comincia a tentennare. A quel punto Galasso passa alle minacce: se Cillari non gli avesse consegnato Casillo, la sua famiglia sarebbe stata oggetto di rappresaglie da parte della Nuova Famiglia. L'occasione giusta si presenta quando Enzo Casillo chiede a Cillari di acquistare un'autovettura, una Golf. La stessa vettura che fu imbottita di esplosivo e dove Vincenzo Casillo trovò la morte. Nel luglio del 1993, il pentito Pasquale Galasso, riferisce che il tritolo per l'attentato fu fornito dalla mafia[23], che probabilmente, in simbiosi con i servizi segreti, intendeva liberarsi del testimone più scomodo circa la morte di Roberto Calvi e la trattativa Stato-camorra per la liberazione dell'assessore Cirillo. Per l'omicidio Casillo, sono stati condannati all'ergastolo Ferdinando Cesarano e Pasquale Galasso.

### Gli ergastoli e la morte
- Nel 1986, Cutolo, fu condannato a due ergastoli nel processo per gli omicidi del boss Antonio Cuomo e della moglie Carla Ciampi.[65]
- Nel 1987, a Cutolo fu comminato un altro ergastolo quale mandante dell'omicidio del vicedirettore di Poggioreale Giuseppe Salvia.[66]
- Nel 2001, per l'omicidio del politico Marcello Torre la Corte di Assise di Appello di Salerno condannò all'ergastolo Cutolo, sentenza che si conferma nel giugno 2002 dalla Corte di cassazione.

Raffaele Cutolo è stato sottoposto a numerose perizie psichiatriche e solo nell'aprile del 1984 – all'epoca della detenzione all'Asinara – è stato dichiarato chiaramente capace di intendere e di volere. In precedenza, Cutolo era stato dichiarato infermo di mente e, dunque, non responsabile delle sue azioni. Va ricordata la perizia prodotta nel 1974 dai professori Failla e Villardi, secondo la quale la personalità di Cutolo è caratterizzata da gravi manifestazioni paranoidi ed epilettoidi. 
La perizia favorevole ha permesso a Cutolo di trascorrere molto tempo in due manicomi, il manicomio napoletano di Sant'Eframo e l'ospedale psichiatrico giudiziario di Aversa i cui direttori – Giacomo Rosapepe e Domenico Ragozzino – si sono tolti la vita. Nel 1980, dopo il suicidio dello stesso Rosapepe, il medico legale professor Antonio Rizzi, fu designato a valutare con perizia psichiatrica collegiale Raffaele Cutolo. Avendogli riconosciuto la totale sanità mentale, il suddetto perito fu gambizzato da un sottoposto di Cutolo nella cittadina di Barra, davanti all’ambulatorio. Solo nel 1984 quindi, i professori Battista Marineddu, Giancarlo Nivoli e Adriano Senini riuscirono a dichiarare Cutolo perfettamente lucido, anche senza escludere tratti paranoidi.
Nell'agosto del 1987 Cutolo collassa durante uno sciopero della fame proclamato per protestare contro l'isolamento nel carcere dell'Asinara. In una lettera indirizzata all'avvocato Marazzita scrive: "Sono sottoposto a un regime di repressione che, a parlar chiaro, è indegno di un Paese che si definisce civile... Io devo, sì, pagare, però con un minimo di dignità". Le sue condizioni peggiorano e il 6 settembre viene trasferito nel centro clinico del carcere di Cagliari. Si interessa della sua vicenda il Partito Radicale e a fargli visita sono il parlamentare Emilio Vesce, la sua compagna di partito Maria Isabella Puggioni e l'avvocato Rovelli, presidente dell'associazione Giustizia Giusta. A loro il boss dice: "Cutolo è stato fatto nascere a Poggioreale e costruito come immagine. La camorra di Cutolo non esiste, se adesso vivo in un regime di isolamento e internato nelle isole è perché a suo tempo mi interessai per salvare la vita di Ciro Cirillo".
Il 4 ottobre 1988 viene ucciso suo suocero Salvatore Iacone, freddato da un killer mentre era dal barbiere, mentre alcuni mesi prima suo cognato Luigi Iacone veniva gravemente ferito in un agguato.
La sera del 19 dicembre 1990 verrà ucciso suo figlio Roberto, ventottenne, in provincia di Varese dove era in soggiorno obbligato. Il 13 aprile 2005 verrà riconosciuto come mandante il boss Mario Fabbrocino, uno dei più agguerriti nemici di Cutolo. La morte del figlio segna la definitiva resa di Cutolo. Nel frattempo anche la Nuova Famiglia è stata decimata dagli arresti provocati dalla collaborazione di chi l'aveva fondata come Carmine Alfieri e Pasquale Galasso.
Rifiutando la collaborazione con la giustizia ancora nel 1994 su offerta del procuratore Francesco Greco, continuerà a restare rinchiuso in diverse carceri italiane: nel 1988 era stato trasferito al carcere di Belluno finendo al 41 bis quando sarà introdotto, poi nel 2000 in quello di Novara. Nel luglio del 2005 dalle colonne de Il Mattino annuncia che scriverà al Presidente della Repubblica Carlo Azeglio Ciampi per chiedere la grazia: "Sono stanco e malato. Vorrei finire gli ultimi anni della mia vita a casa." Nel febbraio del 2006 in un'intervista a La Repubblica confessa di sentirsi un uomo sconfitto, annientato da una permanenza in carcere lunghissima e stremante sul piano fisico e psicologico.
Dal 2007 al 2011 è rinchiuso nel carcere di massima sicurezza di Terni, nella cella che era stata di Bernardo Provenzano. Successivamente viene trasferito nel carcere di massima sicurezza dell'Aquila e infine in quello di Parma. Intanto il 30 ottobre 2007 diventa di nuovo padre di una bambina di nome Denise. La bambina viene concepita attraverso l'inseminazione artificiale, cui si sottopone la Jacone, grazie ad una speciale autorizzazione ottenuta nel 2001.
Nel 2010 l'ex PM e all'epoca procuratore capo della Repubblica di Salerno Franco Roberti rivela che nel 1994 Cutolo aveva accettato di pentirsi e così erano state riempite numerose pagine di verbali con le prime confessioni raccolte dall'altro PM Alfredo Greco nel carcere di Carinola ma aveva fatto marcia indietro al momento del suo trasferimento in una struttura protetta in provincia di Salerno giustificandosi così: "Le mie donne mi hanno detto di non pentirmi" riferendosi alla sorella e alla moglie. Ma secondo Roberti dietro al suo rifiuto ci sarebbero state le pressioni dei servizi segreti. L'ipotesi di una collaborazione riemerge nel novembre del 2015 quando avrebbe rivelato agli inquirenti particolari inediti sul sequestro di Aldo Moro. Tuttavia questa ipotesi viene seccamente smentita dalla moglie di Cutolo.
Nel 2017 in un'intervista la Iacone sostiene che il marito avrebbe potuto salvare Moro: "A quei tempi Raffaele era uno dei pochi, se non l'unico che avrebbe potuto agire per la liberazione di Moro e do per scontato che sia stato contattato da esponenti dello Stato, dei servizi o di come vogliamo chiamarli, ma alla fine il male ha avuto la meglio". La donna lancia anche un allarme sulle condizioni di salute dell'ex boss: "Ha problemi di diabete, la sua vista è seriamente minata, è affetto da una seria prostatite e l'artrite non gli dà quasi più la possibilità di muovere le mani".
Il 19 febbraio 2020 Cutolo viene ricoverato all'ospedale civile di Parma per una crisi respiratoria dopo lo scoppio della pandemia di COVID-19 del 2020 in Italia e nelle settimane a seguire rifiuta le cure e la tac.
Viene dimesso a inizio aprile, facendo così ritorno nel carcere di Parma; subito dopo, il suo avvocato chiede la concessione degli arresti domiciliari a causa delle sue precarie condizioni di salute, ma l'istanza viene respinta poiché può essere curato in cella e le sue patologie non vengono ritenute "esposte a rischio aggiuntivo" (il regime di 41 bis gli permette "di fruire di stanza singola, dotata dei necessari presidi sanitari").
Il 30 luglio viene trasferito dal carcere di Parma in ospedale per un aggravamento delle condizioni di salute e problemi respiratori. Secondo il suo legale "continuano a sostenere che rifiuta di fare gli esami, ma noi riteniamo che non sia lucido": la moglie è andata a trovarlo il 22 giugno e Cutolo non l'avrebbe riconosciuta.
Cutolo muore nel reparto sanitario detentivo dell'ospedale Maggiore di Parma il 17 febbraio 2021, a 79 anni, a causa di una setticemia del cavo orale, conseguenza di una polmonite bilaterale; la salma viene tumulata dopo quattro giorni dal decesso nel cimitero di Ottaviano senza cerimonia funebre per ordine delle autorità.

## Nella cultura di massa

Una scena del film Il camorrista, interpretato da Ben Gazzara.

- Il personaggio di Raffaele Cutolo è protagonista del film d'esordio di Giuseppe Tornatore del 1986 Il camorrista, tratto dall'omonimo libro di Giuseppe Marrazzo; in tali opere viene chiamato con il soprannome "Professore di Vesuviano". Il boss è interpretato da Ben Gazzara e doppiato da Mariano Rigillo. Cutolo non gradì né il libro (del quale chiese il sequestro[87]) né il film, pur apprezzando la recitazione di Gazzara.
- La canzone di Fabrizio De André Don Raffaè (dall'album Le nuvole del 1990) è stata considerata un riferimento esplicito alla figura del boss di Ottaviano. Cutolo fu infatti entusiasta della canzone e ringraziò più volte il cantautore in diverse lettere in cui chiedeva come fosse a conoscenza dei dettagli della vita in carcere. Inoltre, inviò a De André delle poesie da musicare.[88][89]
- Un'altra vita, libro scritto da Francesco De Rosa nel 2001, ha la prefazione dell'ex-vescovo di Caserta Raffaele Nogaro,[90] descrive la figura di Cutolo.
- Nel 2007, dal carcere di Novara, Raffaele Cutolo ha querelato Roberto Saviano. Il boss contesta un passaggio del libro Gomorra dove si ritiene che il boss sia il mandante dell'omicidio di Simonetta Lamberti.[91] Il Tribunale di Trento ha respinto le richieste di Raffaele Cutolo contro Saviano.
- Nel 2008, il personaggio di Cutolo viene interpretato dall'attore Federico Torre (con il nome di Don Mimmo, detto 'O Ragioniere) nella serie televisiva Romanzo criminale.
- Nel 2013, il personaggio di Raffaele Cutolo appare in una sola ed unica scena nella serie Il clan dei camorristi. Interpretato da un attore non chiaro.
- Nel 2022 Cutolo è citato nella canzone "Rassegna Stampa" della P38 gang.

## La reazione di Cutolo al romanzoIl camorrista
Durante il processo a carico della NCO per l'omicidio Cappuccio, consigliere comunale di Ottaviano, Cutolo annunciò pubblicamente la richiesta di sequestro del romanzo Il camorrista, vita segreta di Don Raffaele Cutolo, denunciando la falsità dei fatti riportati dall'autore Marrazzo, al quale aveva rilasciato alcune interviste che riteneva mal riportate dallo scrittore, in particolare nell'ultimo capitolo del romanzo, dedicato alla morte del suo braccio destro e amico d'infanzia Vincenzo Casillo, ucciso secondo Marrazzo per volontà dello stesso Cutolo, mentre questi si è sempre dichiarato estraneo al fatto. I collaboratori di giustizia Pasquale Galasso e Carmine Alfieri, nemici storici di Cutolo e boss della Nuova Famiglia, si autoaccusarono dell'omicidio Casillo avvenuto sia per vendicare la morte del fratello di Galasso che per decretare la fine della Nuova Camorra Organizzata, già provata dagli innumerevoli arresti. Inoltre, Cutolo criticò il modo in cui il libro descriveva gli eventi, in quanto il dialogo scorreva in prima persona, come se a parlare fosse lo stesso Cutolo.